# الامبراطور تييوان ينغيون شايد
إمبراطور تايزونغ من جين (25 نوفمبر 1075 – 9 فبراير 1135)(بالصينية: 金太宗؛ البينيين: Jīn Tàizōng)، الاسم الشخصي ووكي ماي، الصيننة الاسم وان يان شينغ، كان الإمبراطور الثاني للجورشن وسلالة جين الحاكمة، كان اسم عصره تيانهوي (天會). خلال حكمه، غزت السلالة الجينية شعب الخيتان حاكم مملكة لياو. ثم قاد الحملات ضد سلالة سونغ والاستيلاء على عاصمة سونغ الشمالية في 1127 ليمد نفوذه في حكم معظم شمال الصين. بعد وفاته، أُطلق عليه لقب اسم المعبد تايزونغ من قبل خليفته، إمبراطور شيزونغ.

## الحياة
وكان ووكي ماي الابن الرابع لهيليبو وقرينته الرئيسية، السيدة نالان (拏懒氏). كان أخًا أصغر لأغوذا (إمبراطور تايزو)، مؤسس و أول إمبراطور للسلالة الجينية. وخلف أخاه في 1123. وبعد سنتين، قاد القائد الجيني وان يان لاوشي (完顏婁室) القوات لمحاربة الخيتان حكام مملكة لياوونجح في أسر إمبراطور تيانزو، آخر حاكم لياو، مما أنهى وجود السلالة لياو.
في أكتوبر 1125، شن الإمبراطور تايزونغ الحرب ضد الشعب الهان الصيني حاكم سلالة سونغ وأمر لأخيه الخامس، وان يان غاو (完顏杲)، بقيادة جيوش الجين لمحاربة بيانجينغ (التي تُعرف اليوم بكايفونغ، مقاطعة خنان)، عاصمة السلالة سونغ، من جهتين مختلفتين. قاد الجنرال سونغ لي قانغ (李綱) مقاومة شديدة ضد المعتدين الجينيين. وبعد فترة، وافقت السلالتان الجينية وسونغ على هدنة. في أغسطس 1126، أمر الإمبراطور تايزونغ وان يان زونغوانغ (完顏宗望) ووان يان زونغهان بقيادة القوات الجينية لمحاربة ومحاصرة بيانجينغ مرة أخرى. هذه المرة، لم تكتفِ السلالة الجينية باستيلاء بيانجينغ، بل أيضًا أسروا الإمبراطورين هويتسونغ وتشنزونغ من سلالة سونغ. حدثت هذه الحادثة، والمعروفة تاريخيًا باسم حادثة جينغكونغ، والتي علامة نهاية السلالة سونغ الشمالية وبداية السلالة سونغ الجنوبية.
منح الإمبراطور تايزونغ في 1128 لقب نبيل ساخر للإمبراطورين السابقين المأسورين؛ أُطلق على الإمبراطور هويزونغ لقب "دوكي هوندي" (昏德公؛ حرفيًا "الدوكي الغبي") بينما أُطلق على الإمبراطور كينزونغ لقب "ماركيز تشونغهون" (重昏侯؛ حرفيًا "ماركيز مزدوج الغباء"). تم إعادة توطينهم في ووغووشينغ (五國城؛ في مقاطعة ييلان الحالية، مقاطعة هيلونغجيانغ).
خلال حكمه، وضع الإمبراطور تايزونغ وأقوى الأسس السياسية والمؤسساتية للسلالة الجينية. في سنواته الأخيرة، عيّن هيلو، حفيد أغودا، كخليفة له. توفي في قصر مينغدي في 1135 ودُفن في مقبرة هو (和陵). قُتل أبناؤه على يد ديغوناي (أمير هايلينغ)، الحاكم الرابع للسلالة الجينية، كإجراء سياسي لإزالة المرشحين المحتملين للعرش. تم نقل رفاته إلى دافانغشان (大房山)، والتي أصبحت تُعرف باسم مقبرة غونغ (恭陵).

## العائلة
الوالدان
- الإمبراطورة كيرين من عشيرة تانغكوو (欽仁皇后 唐括氏)
  - وان يان زونغبان، أمير سونغ (宋王 完顏宗磐)، الابن الأول
- غير معروف:
  - وان يان زونغغو، أمير بين (豳王 完顏宗固)
  - وان يان زونغيا، أمير داي (代王 完顏宗雅)
  - وان يان زونغشون، أمير شو (徐王 完顏宗順)
  - وان يان زونغوي، أمير يو (虞王 完顏宗偉)، أمير يو (虞王)
  - وان يان زونغينغ، أمير تينغ (滕王 完顏宗英)
  - وان يان زونغ يي، أمير شوي (薛王 完顏宗懿)
  - وان يان زونغبين أمير يوان (原王 完顏宗本)
  - غولان (鶻懶)، أمير يي (翼王)
  - هولي جيا (胡里甲)، الصيننة الاسم وان يان زونغمي (完顏宗美)، أمير فنغ (豐王)
  - شينتومن (神土門)، أمير يون (鄆王)
  - هو بوشو (斛孛束)، أمير هوو (霍王)
  - ووليي (斡烈)، أمير تساي (蔡王)
  - وان يان زونغزي من بي (畢王 完顏宗哲)،

| الامبراطور تييوان ينغيون شايد بيت وان يان (1115–1234)ولد: 1075 توفي: 1135 |                                    |      |
| ألقاب ملكية                                                               |                                    |      |
| سبقه                                                                      | إمبراطور السلالة الجينية 1123–1135 | تبعه |
| سبقه                                                                      | إمبراطور الصين 1125-1135           | تبعه |